# Фотоальбом
Фо́тоальбо́м — альбом для хранения фотографий, или книга, основную часть которой составляют фотографии.

## Виды бумажных фотоальбомов

### Фотоальбомы с кармашками
В таком альбоме можно легко разместить все фотографии, если они будут одного формата, подходящий под формат кармашка. Есть возможность легко и многократно изменять расположение фотографий в альбоме, однако индивидуальность восприятия фотографии в данном фотоальбоме теряется.

### Фотоальбомы с магнитными листами или самоклеящиеся фотоальбомы
Фотоальбомы с прозрачной магнитной плёнкой, которая фиксирует фотографию. На листах можно разместить фотографии разных форматов, а также многократно менять их расположение. Однако со временем клеевая сторона магнитного листа желтеет, царапается, покрывающая плёнка топорщится, а фотографии начинают отклеиваться.

### Классический фотоальбом
Фотоальбом с картонными листами и пергаментной бумагой между ними. В него можно вклеить фотографии разных форматов с помощью специального двустороннего скотча или уголков. При грамотном использовании скотча фотографии менее подвержены деформациям, связанным с перепадами температур, а также дополнительно защищены пергаментной бумагой. Картонные страницы создают индивидуальность восприятия фотографий, повышают контрастность и поддерживают объёмность. При желании изменить положение фотографии в альбоме, можно легко отклеить скотч от страницы. Однако при повторном приклеивании лучше использовать новый скотч.
Производители современных фотоальбомов предлагают возможность быстрой вставки фотографий в альбом.
В основном такие альбомы используют для создания свадебных фотоальбомов, для этого выбирают обложки свадебных тематик.
Интерес представляют сохранившиеся до нашего времени личные фотоальбомы Льюиса Кэрролла, в которых хранились снимки, сделанные им за 24 года занятия калотипией (1856—1880).

### Фотокнига
Фотокнига — это книга на определённую тему, объединённая оригинальным дизайном, каждая страница которой представляет собой отпечаток, соединяющий обработанные фотографии, комментарии к ним и художественные элементы. Фотокниги не продаются в магазинах, они изготавливаются индивидуально для каждого.
Дизайн фотокниги можно заказать у профессионалов, а можно выполнить самим с помощью специальной программы.